# Rosario Livatino
Blahoslavený Rosario Angelo Livatino (3. října 1952, Canicattì, Sicílie – 21. září 1990, Agrigento) byl italský soudce, neohroženě postupující proti mafii. Byl zavražděn členy Stiddy, jedné ze sicilských mafií. V katolické církvi je ctěn jako blahoslavený.
Vystudoval právnickou fakultu v Palermu; soudcem byl od roku 1989.

## Beatifikace
Roku 2011 byl zahájen proces jeho blahořečení, 9. května 2021 byl Rosario Livatino blahořečen.